# الحزب الديمقراطي الياباني
الحزب الديمقراطي الياباني (اليابانية:民主党, Minshutō) ويعرف اختصاراً DPJ، حزب ياباني ليبرالي، تأسست سنة 1998م.

## وصلات خارجية
- الحزب الديمقراطي الياباني على موقع IMDb (الإنجليزية)
- Democratic Party of Japan
- قناة الحزب الديمقراطي الياباني  على يوتيوب